# Leon Dreher
Leon Walerian Dreher (ur. 27 listopada 1900 we Lwowie, zm. 19 sierpnia 1989 w Gdańsku) – polski inżynier mechanik technolog, nauczyciel, profesor nadzwyczajny Politechniki Gdańskiej, specjalista z dziedziny mechaniki i spawalnictwa.

## Życie i działalność
Od listopada 1918 do sierpnia 1919 był żołnierzem w obronie Lwowa, w 1920 walczył w wojnie polsko-bolszewickiej. W 1920 ukończył I Szkołę Realną we Lwowie. W latach 1921–1931 studiował na Wydziale Mechanicznym (oddział maszynowy) Politechniki Lwowskiej, którą ukończył w 1931 jako inżynier mechanik technolog. 
W 1929 pracował w hucie „Baildon” w Katowicach, w latach 1929–1933 był nauczycielem zawodu Miejskich Stałych Kursów Przemysłowych Miasta Lwowa. W latach 1928–1939 pracował na Politechnice Lwowskiej.
W 1935 ukończył wyższy kurs spawalniczy w École supérieure du soudage autogène w Paryżu i kurs spawalnictwa dla inżynierów zorganizowany przez Politechnikę Lwowską. W latach 1938–1939 pełnił funkcję dyrektora Instytutu Przemysłowego we Lwowie. W latach 1939–1941 pracował we Lwowskim Instytucie Politechnicznym, od 1939 na stanowisku docenta. Po zamknięciu przez władze niemieckie Lwowskiego Instytutu Politechnicznego w latach 1941–1942 był spawaczem w Warsztatach Kolejowych we Lwowie, a w latach 1942–1944 był nauczycielem zawodu w Państwowej Szkole Rzemieślniczej. Od października 1944 do czerwca 1945 ponownie pracował w Lwowskim Instytucie Politechnicznym i był kierownikiem Katedry Technologii Metali.
Od września 1945 mieszkał w Gdańsku. W 1946 był współtwórcą i doradcą Polskiego Rejestru Statków w Gdańsku. Od 15 lipca 1946 do 30 sierpnia 1949 był nauczycielem w Państwowym Liceum Budownictwa Okrętowego w Gdańsku.
W latach 1945–1971 pracował na  Politechnice Gdańskiej. 10 listopada 1945 zatrudniony został na stanowisku zastępcy profesora. W 1956 został mianowany na stanowisko docenta. W latach 1945–1948 kierował Katedrą Spawalnictwa i Wykonywania Ustrojów Stalowych na Wydziale Budowy Okrętów. W 1949 został kierownikiem Katedry i Zakładu Technologii Materiałów Maszynowych na Wydziale Mechanicznym i funkcję tę pełnił do 1952. W 1951 roku zaprojektował laboratorium spawalnictwa w gmachu Wydziału Budowy Okrętów Politechniki Gdańskiej. W latach 1953–1955 kierował Katedrą i Zakładem Spawalnictwa na Wydziale Mechanicznym. Na Wydziale Technologii Maszyn pełnił funkcje: w latach 1956–1963 kierownika Katedry Technologii Materiałów Maszynowych, w latach 1956–1958 prodziekana, w latach 1960–1963 kierownika Katedry Metaloznawstwa, w latach 1960–1964 dziekana, w latach 1964–1965 prodziekana. W latach 1965–1966 był prodziekanem Wydziału Mechaniczno-Technologicznego. W latach 1968–1971 był kierownikiem Katedry i Zakładu Spawalnictwa Wydziału Mechaniczno-Technologicznego. 
W 1968 otrzymał tytuł profesora nadzwyczajnego. Był promotorem 2 doktorów. 
W 1971 przeszedł na emeryturę.
Należał do Stowarzyszenia Inżynierów i Techników Mechaników Polskich.
Pochowany na gdańskim cmentarzu Srebrzysko (rejon IX, kwatera profesorów, rząd 4, grób 21/22).

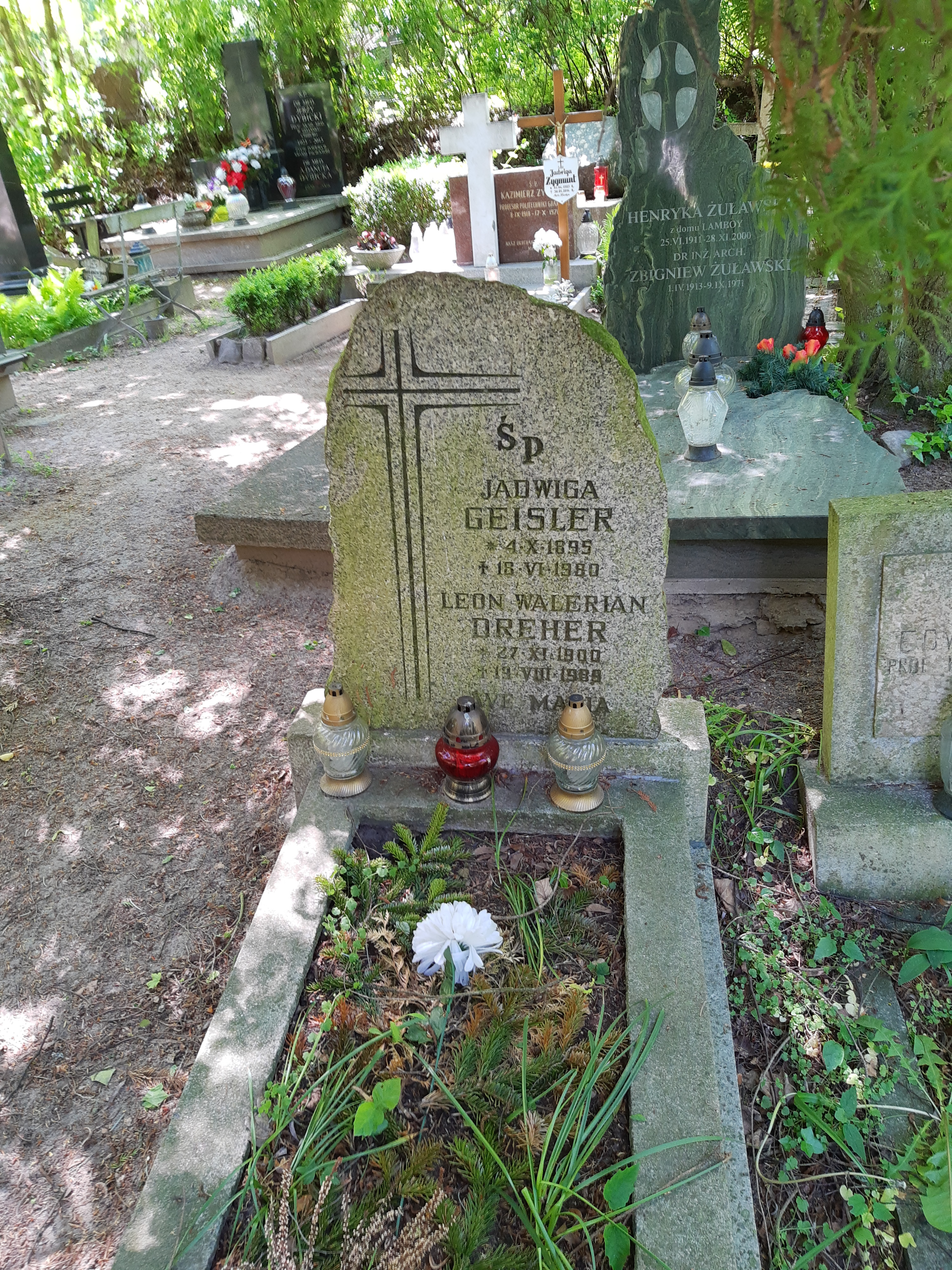
Grób Leona Drehera na cmentarzu Srebrzysko

## Publikacje (wybrane)
- Spawanie za pomocą łuku elektrycznego, cz. I: Urządzenia elektryczne, Gdańsk 1947.
- Spawalnictwo. Spawarki elektryczne, Gdańsk 1961.

## Nagrody, wyróżnienia, odznaczenia
- Medal Pamiątkowy za Wojnę 1918–1921 (1931)
- Brązowy Medal za Długoletnią Służbę (1938)
- Złota Odznaka Zrzeszenia Studentów Polskich (1971)
- Medal im. Stanisława Olszewskiego Sekcji Spawalniczej Stowarzyszenia Inżynierów i Techników Mechaników Polskich (1988)